# شبکه هالمارک
شبکه هالمارک یک شبکه تلویزیونی پولی آمریکایی و متعلق به هالمارک کاردز است. مخاطب برنامه‌های این شبکه در درجه اول خانواده‌ها هستند و شامل ترکیبی از تله فیلم و مینی سریال اصلی و اکتسابی و برنامه‌های شیوه زندگی است.
از فوریه ۲۰۱۵، شبکه هالمارک، برای حدود ۸۵۴۳۹٬۰۰۰ خانوار تلویزیونی (۷۳٫۴٪ از خانواده‌های دارای تلویزیون) در ایالات متحده در دسترس است. شبکه هالمارک، علی‌رغم اینکه تا حد زیادی یک مارک غیر سیاسی است، در بین تماشاگران از نظر سیاسی محافظه کار شناخته شده‌است که طبق گفته استیون مالانگا در لس آنجلس تایمز، این شبکه از بیان ارزشهای سنتی خانواده و همچنین دوری از مضامین سیاسی و داستانهایی که دین را انکار می‌کنند، تغذیه می‌کند.
بخش اعظم فیلمبرداری برای سریال‌های مشهور شبکه هالمارک در کانادا و با استعدادهای کانادایی انجام می‌شود.

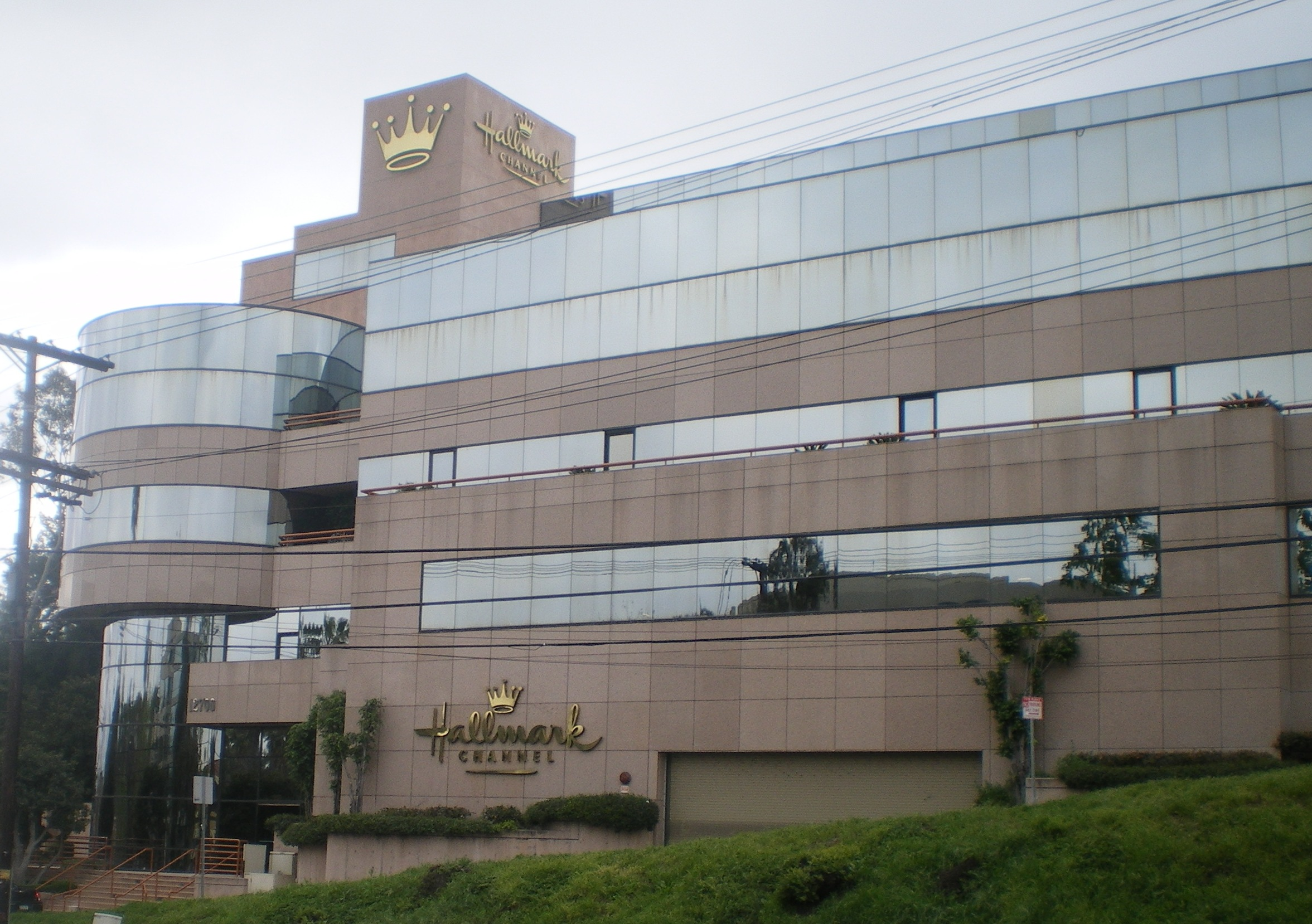
دفتر مرکزی هالمارک در استودیو سیتی، کالیفرنیا

## برنامه‌ها
برنامه‌های شبکه هالمارک از مجموعه‌های تلویزیونی کلاسیک و اخیر ساخته شده توسط تلویزیون هالمارک، تشکیل شده‌است.
برنامه‌های اصلی که از شبکه پخش می‌شوند شامل برنامه گفتگوی روزانه خانه و خانواده است (که در آوریل ۱۹۹۶ با نام شبکه خانواده در شبکه ای بی سی سرچشمه گرفت) و مجموعه ندای دل است. شبکه هالمارک اولین سریال اصلی فیلمنامه اصلی خود را در ژوئیه سال ۲۰۱۳ با نمایش سریال Cedar Cove آغاز کرد.
بودجه فیلم‌های اصلی هالمارک در سال ۲۰۰۷ با ۲٫۲ میلیون دلار بود. هالمارک هزینه کل فیلم‌ها را پرداخت نمی‌کند، بنابراین شرکت تولیدی آنها را با کسری بودجه تأمین می‌کند.

### برنامه‌نویسی فصلی
شبکه هالمارک به دلیل برنامه‌های خاص مناسبتی در تعطیلات مهم مانند کریسمس، روز مادر و روز ولنتاین معروف است. این شبکه در سال ۲۰۰۹، به تدریج تعداد برنامه‌های مناسبتی فصلی را که برگزار می‌کند را گسترش داد.

## نسخه‌های بین‌المللی
شبکه هالمارک چندین شبکه کابل را در بازارهای مختلف بین‌المللی اداره می‌کرد. آنها در سال ۲۰۰۵ به Sparrowhawk Media فروخته شدند.